# Euxoa zugmayeri
Euxoa zugmayeri là một loài bướm đêm trong họ Noctuidae.